# Dermot Clemenger
Dermot Jude Clemenger, född 13 april 1973, är en irländsk dansare, TV-profil och sångare, bosatt i Sverige.  
Åren 2006–2015 och 2020–2023 var han jurymedlem i TV4:s underhållningsprogram Let's Dance tillsammans med Tony Irving och Ann Wilson. Clemenger driver två dansskolor i Sverige: Nerikes Dansinstitut i Örebro samt Dansstudion Hallsberg.

## Biografi

### Karriär
Clemenger har tidigare varit irländsk mästare i både standard- och latindans och 1992 blev han Closed British-mästare i latin. Ett år senare började han dansa för Sverige och blev svensk mästare i latindans hela sex gånger (1993–1998). Utöver det har Clemenger vunnit det prestigefyllda British Open Championship i latin 1993 – en bedrift ingen annan svensk representant lyckats med.
Åren 1999–2004 turnerade han i den berömda dansföreställningen Burn The Floor som en av huvuddansarna och uppträtt på bland annat Radio City Music Hall i New York, Royal Albert Hall i London, Tokyo forum samt hemma hos Elton John.
Clemenger är en erfaren tävlingsdomare inom dans på både nationell och internationell nivå med följande domarmeriter: WDC-licens (World Dance Council), WDSF License (World Dance Sport Federation) och IDO-licens (International Dance Organization). Han har dömt i flera EM och VM, World Cup och Grand Slam-tävlingar i latin, standard, salsa och argentinsk tango. 2010 var han domare i VM-standard i Seoul, Korea och sedan i SM inom standard och latin.
Åren 2006–2015 och 2020–2023 var han jurymedlem i TV4:s underhållningsprogram Let's Dance tillsammans med Tony Irving och Ann Wilson.
År 2017 släppte han debutsingeln "Dance With Me". Han har även gästat TV-programmet Det okända som medium.

### Åtal
I början av december 2024 åtalades Clemenger misstänkt för flera fall av köp av sexuell tjänst. Då Clemenger inte infann sig till häktningsförhandling i tingsrätten senare samma månad häktades han i sin utevaro samt efterlystes såväl nationellt som internationellt.

### Familj
Clemenger har varit gift med Diana Clemenger och de har tillsammans tre barn.